# 천지를 먹다 II: 적벽대전
《천지를 먹다 2》(天地を喰らう2, Dynasty Wars II)는 모토미야 히로시의 동명 만화를 원작으로 1989년 캡콤이 개발한 횡스크롤 아케이드 게임의 후속작으로서 1992년 개발되었다. 동탁 타도 이후 손권과 힘을 합쳐 조조를 타도하기까지의 과정을 묘사하고 있다. 최대 3명의 플레이어가 삼국지 촉의 5명의 장군(관우, 장비, 조운, 황충, 위연)중 한명을 골라 플레이 할 수 있으며, 전작과는 달리 거의 완전한 횡스크롤 격투게임이다.

## 게임플레이
플레이어의 목표는 제 1장에서는 신야에서 조조군의 장수 하후돈과 허저가 이끄는 부대를 격파하는 것이며, 제 2장에서는 조조가 이끄는 군대를 손권과 힘을 합하여 토벌하는 것이다. 또한 3명의 플레이어는 게임 목표를 달성하기 위해서 서로 협력하여 싸울 수도 있다. 이 게임은 오른쪽이나 왼쪽으로 진행되며 플레이어는 각각 스테이지마다 적군으로부터 살아남고 또 적장을 죽여야 한다.
플레이어는 공격, 점프 2개의 버튼으로 진행한다. 전작과는 달리 아주 완벽에 가까운 롤플레잉 격투게임화되었으며 전작에서 항상 타고 다녔던 말은 아이템화되어 게임이 시작되었을 때만 타고 나온다. 또한 징을 먹으면 말이 나오며 이 말에 탑승할 수 있다. 음식은 체력을 회복시킨다.
조작키는 A공격, B버튼이 점프, A버튼과 B버튼을 같이 누르면 초필살기(체력저하)로 이는 기존의 대전격투게임에서 사용된 버튼구조이다. 또한 각 캐릭터마다 필살기가 존재한다.

## 캐릭터 선택
모두 5명의 캐릭터가 있으며, 각 캐릭터마다 다양한 체력과 공격력 및 필살기를 가지고 있으며 각개 다른 무기를 장착하고 있다. 관우와 장비는 맨주먹, 조운과 위연은 검, 황충은 활로 무장되어 있다. 전작의 플레이어블 캐릭터였던 유비는 이번작에서는 NPC로 바뀌었다.
- 관우(關羽) - 공격형, 파괴력과 내구력이 좋다.
- 장비(張飛) - 공격형, 파괴력이 극단적으로 좋다.
- 조운(趙雲) - 안정형, 적당한 공격력과 체력을 가지고 있어 초보자가 플레이하기에 편하다. 필살기는 승룡권.
- 황충(黃忠) - 원거리형, 화살쏘기가 기본공격인 덕에 장거리공격이 가능하지만 속도가 느리고 기본 공격력이 너무 약하다. 초보자가 사용하기 매우 힘들다.
- 위연(魏延) - 안정형, 적당한 공격력과 체력을 가지고 있어 초보자가 플레이 하기에 편하다. 조운과 비슷하다. 필살기는 서머 솔트 킥. 조운과는 필살기만 다르다.

## 승마
승마를 하게 되면 관우,장비,조운은 무기가 장창으로 바뀌며(관우는 청룡언월도, 장비는 장팔사모로 바뀌며 조운은 말그대로 장창) 황충과 위연은 도보시와 마찬가지로 활과 검을 사용한다. A키를 연타하면 황충만 활3발이 빠르게 나가는 기술이 사용되며 나머지 장수들은 스트리트 파이터의 캐릭터 혼다의 백열장수같이 빠르게 무기를 휘두르는 기술을 사용한다. B키를 연타하며 달리게 되면 초필살기와 같은 기술을 쓰며 달릴수 있다. 뒤로갔다가 앞으로 나가면서 A키를 사용하면 불이붙는 창공격(황충은 화살)을 하게 되지만 별 소용은 없어보인다. ↓+B키를 사용하면 강공격을 하며 말에서 내릴 수 있다.

## 전일기록
| 스코어러(플레이어) | 기체 | 스코어              | 집계일   |
| ------------------ | ---- | ------------------- | -------- |
| 前園セブン         | 황충 | 5,007,200 (490.1만) | '12.10.A |
| 前園セブン         | 관우 | 4,643,200 (464.3만) | '10.05.A |
| 前園セブン         | 장비 | 4,609,450 (460.9만) | '10.08.A |
| 前園セブン         | 조운 | 4,983,850 (498.3만) | '11.04.A |
| 前園セブン         | 위연 | 4,645,250 (464.5만) | '12.06.A |

## 스테이지
모두 9개의 스테이지가 있으며, 모두 원작 삼국지연의에서 나오는 전장들이다.
- 1탄: 박망파 1

보스: 이전(李典) - 장창으로 공격한다. 봉고도차기도 사용한다.
- 2탄: 박망파 2

보스: 하후돈(夏侯惇) - 승마 상태로 난입, 폭탄을 던진다.
- 3-1탄: 신야성(성 밖)

보스: 허저(許褚) - 망치로 공격하며 롤링 어택도 사용한다.
- 3-2탄: 신야성(성 안)

보스: 조조의 여자 호위 무사 - 미령(美鈴), 미호(美冴), 미미(美美)
- 4탄: 백하(白河)

보스: 조인(曹仁) - 조조의 사촌동생, 땅바닥에 엎어져 있다. 모닝스타와 검을 사용한다.
- 5탄: 장판파(전투)

적장: 순우도(淳于導) - 도끼를 사용한다.
적장: 하후은(夏侯恩) - 조운이 처치한 조조의 장수로 조운에게 청강검을 빼앗겼다. 적장이긴 하지만 약하며 공격하는 게 아니라 말을 타고 도망가기만 한다. 조조의 클론무장.
- 6탄: 장판교(철군)[1]

적장: 하후걸(夏侯傑) - 삼국지연의의 가공인물로 장판파에서 장비의 고함소리에 놀라 말에서 떨어져 죽은 장수, 이전의 클론무장.
보스: 안명(晏明) - 조운이 처치한 조조의 비장, 허저의 클론무장. 단, 허저와는 달리 망치가 아닌 청룡언월도를 들고 있다. 하후걸과 같이 등장하며 나중에 죽은 적이 보스로 판정된다.
- 7탄: 적벽대전 1

보스: 장료(張遼) - 곤봉과 방패로 무장했다.
- 8탄: 적벽대전 2

보스: 서황(徐晃) - 승마 상태로 난입, 순우도의 클론무장.
- 9탄: 화용도

적장: 여포(呂布) - 이 게임에 등장하는 장수 중 제일 강하다. 장검으로 무장했다.
최종 보스: 조조(曹操) - 15초 안에 못 죽이면 폭포로 뛰어든다.

## 엔딩
엔딩은 조조를 죽이느냐 죽이지 못하느냐로 나뉘며 조조를 죽일 경우 촉한은 위나라를 정벌하고 난 이후 동오와 병합하여 새로운 한 왕조를 부흥시킨다. 반면 조조를 죽이지 못할 경우 촉한과 동오는 멸망한다.

## 시리즈
- 천지를 먹다(1989)
- 천지를 먹다 2-적벽대전(1992)